# District de Daro
Le district de Daro (malais : Daerah Daro) est un district administratif de l'État malaisien du Sarawak, qui fait partie de la Division de Mukah. La capitale du district est dans la ville de Daro.